# Saprolegnia parasitica
Saprolegnia parasitica és un oomicet patogen que ataca a diverses varietats de peixos, amfibis i crustacis importants per mantenir l'ecosistema aquàtic. A més a més, aquest patogen causa pèrdues econòmiques molt importants a nivell mundial, ja que el salmó, la truita i alguns siluriformes són susceptibles a ser infestats per aquest. Això és un problema greu per les piscifactories, ja que aquestes espècies tenen importància comercial i són objecte de cria.